# Volo China Southwest Airlines 4509
Il volo China Southwest Airlines 4509 (SZ4509) era un volo interno in Cina dall'aeroporto Internazionale di Chengdu Shuangliu, Sichuan, all'aeroporto di Wenzhou-Yongqiang, Zhejiang. Il 24 febbraio 1999 il Tupolev Tu-154M che operava il volo si schiantò durante l'avvicinamento all'aeroporto di Wenzhou, uccidendo tutti i 61 passeggeri e gli 11 membri dell'equipaggio a bordo.

## L'aereo
L'aereo era un Tupolev Tu-154M (numero di serie 90A-846, seriale 0846) costruito nel 1990 e alimentato da tre motori turboreattori Soloviev D-30 dell'UEC Saturn. Inizialmente era stato registrato in Unione Sovietica come CCCP-85846. Fu consegnato all'Amministrazione dell'aviazione civile della Cina (CAAC) nell'aprile dello stesso anno e registrato come B-2622.

## L'equipaggio
L'equipaggio era composto dal capitano Yao Fuchen (姚福臣), dal primo ufficiale Xue Mao (薛 冒), dal navigatore Lan Zhangfeng (郎 占 锋) e dall'ingegnere di volo Guo Shuming (郭树铭). A bordo c'erano anche sette assistenti di volo.

## L'incidente
Il 24 febbraio 1999 l'equipaggio stava preparando l'aereo per l'atterraggio all'aeroporto di Wenzhou Yongqiang. I flap vennero estesi a 1.000 metri (3.300 piedi), ma pochi secondi dopo il muso dell'aereo si abbassò bruscamente, il velivolo si spezzò a mezz'aria schiantandosi in un'area d'altura, dove esplose. I testimoni videro il muso dell'aereo cadere a terra da un'altitudine di 700 metri ed esplodere. Tutte le 61 persone a bordo persero la vita e diverse persone a terra rimasero ferite per colpa dei detriti.

## La causa
Nel sistema operativo del Tupolev erano stati installati controdadi autobloccanti errati, che le squadre di manutenzione non avevano notato. Questi si spensero durante il volo, rendendo l'aereo ingovernabile. Ciò disabilitò il beccheggio dell'aereo, provocando l'incidente.

## Conseguenze
Questo e il disastro del volo 2303 della China Northwest Airlines contribuirono alla decisione di rimuovere dal servizio tutti i velivoli Tupolev Tu-154 in Cina il 30 ottobre 2002.